# Gerardo Martino
Gerardo Daniel „Tata” Martino Capiglioni (ur. 20 listopada 1962 w Rosario) – argentyński trener piłkarski pochodzenia włoskiego, piłkarz występujący na pozycji pomocnika.
W latach 2013–2014 trener FC Barcelona, w latach 2007–2011 selekcjoner reprezentacji Paragwaju, w latach 2014–2016 reprezentacji Argentyny, w latach 2019–2022 reprezentacji Meksyku, w latach 2023–2024 trener Interu Miami.

## Kariera piłkarska
Martino jest wychowankiem Newell’s Old Boys, gdzie grał przez większość kariery. Był tam jedną z gwiazd i słynął z precyzyjnych podań. Zanotował również krótkie epizody w hiszpańskiej CD Tenerife, argentyńskim Lanús, ekwadorskiej Barcelonie oraz chilijskim O’Higgins. Kariera 34-letniego wówczas Gerardo Martino dobiegła końca w ostatnim z wymienionych klubów.
W 1991 roku zanotował swój jedyny występ w reprezentacji Argentyny.

## Kariera trenerska
Po zakończeniu kariery piłkarskiej Martino objął funkcję szkoleniowca argentyńskiego Brown de Arrecifes. Następnie prowadził Platense oraz Instituto. W latach 2002–2003 i 2005-2006 był menadżerem paragwajskiego Libertad, z którym wywalczył pięć tytułów mistrzowskich. Jeden krajowy czempionat zdobył także wraz z Cerro Porteño. W 2005 roku na krótko został trenerem Colónu, a dwa lata później objął funkcję selekcjonera reprezentacji Paragwaju. Prowadził kadrę podczas Copa América 2007, a także wywalczył z nią awans na Mistrzostwa Świata w 2010 roku. W 2007 roku otrzymał od urugwajskiej gazety El País tytuł trenera roku w Ameryce Południowej. W 2011 roku zrezygnował ze stanowiska. W 2012 roku wybrany został trenerem Newell’s Old Boys, gdzie pracował przez kolejny rok. 23 lipca 2013 roku podpisał dwuletni kontrakt z Barceloną. 17 maja 2014 roku po ostatnim meczu ligowym w Primera División ogłosił swoją rezygnację z pełnionej funkcji. Tata Martino podczas pobytu w Barcelonie zdobył Superpuchar Hiszpanii. 12 sierpnia 2014 został mianowany nowym selekcjonerem reprezentacji Argentyny. Na tym stanowisku zastąpił Alejandro Sabellę. Po dwóch przegranych finałach na Copa América 2015 i Copa América 2016 i z powodu chaosu w reprezentacji 5 lipca 2016 roku zrezygnował ze stanowiska selekcjonera reprezentacji Argentyny. 7 stycznia 2019 został ogłoszony nowym trenerem reprezentacji Meksyku. W jego selekcjonerskim debiucie Meksyk odniósł zwycięstwo w meczu towarzyskim 3:1 z Chile.
28 czerwca 2023 roku Martino został ogłoszony trenerem Interu Miami, co oznaczało jego powrót do MLS po odejściu z Atlanty United w 2018 roku.

## Osiągnięcia

### Zawodnik
Newell’s Old Boys
- Mistrzostwo Argentyny: 1987/88, 1990/91, 1992 Clausura

### Trener
Libertad
- Mistrzostwo Paragwaju: 2002, 2003, 2006

Cerro Porteño
- Mistrzostwo Paragwaju: 2004

FC Barcelona
- Superpuchar Hiszpanii: 2013

Atlanta United
- Puchar MLS: 2018

### Indywidualne
- Trener roku w Ameryce Południowej: 2007